# Chiesa di San Biagio (San Biagio della Cima)
La chiesa di San Biagio è un luogo di culto cattolico situato nel comune di San Biagio della Cima, in via San Biagio, in provincia di Imperia.

## Storia e descrizione
Secondo le fonti storiche la chiesa di San Biagio, situata nei pressi del locale cimitero, menzionata per la prima volta in un atto del notaio Amandolesio datato al XIII secolo, potrebbe essere uno degli edifici di culto tra i più antichi della valle del torrente Verbone. Altri carteggi del locale parroco di San Biagio della Cima attestano, invece, il cattivo stato della struttura (specialmente nella copertura) nei primi decenni del XIX secolo che, sempre secondo gli scritti, già comunque non più in uso sul finire del XVIII secolo. Annullati nel 1823 per decisione del vescovo di Ventimiglia monsignor Felice Levreri, per via del costo di recupero considerato troppo esorbitante, nuovi lavori furono tuttavia intrapresi nel 1834 su iniziativa dello stesso parroco don Nicola Noaro che coinvolse tutta la comunità sanbiagina.
Riportata all'antico splendore, la chiesa di San Biagio subì danni vistosi al tetto e alla struttura dopo il terremoto di Diano Marina del 1887. Nuovi interventi di recupero furono stanziati negli anni venti del XX secolo e ancora negli anni cinquanta, dopo ulteriori danneggiamenti provocati nella seconda guerra mondiale; l'edificio fu, infatti, utilizzato come deposito dai soldati tedeschi e poi da quelli francesi. Un costituito comitato locale fu il promotore di nuovi interventi conservativi della copertura e facciata dell'antico luogo di culto; nella stessa raccolta fondi si finanziò l'acquisto della nuova statua di san Biagio realizzata in Trentino da maestranze locali e che fu collocata nella chiesa il 3 febbraio 1954.
Tra le opere una tela datata al 1834 del pittore Giovanni Battista Capoduro raffigurante san Biagio con alle sue spalle una visione di San Biagio della Cima di quell'epoca ottocentesca.